# Philipp Helmer
Philipp Helmer (* 24. Mai 1846 in Trippstadt; † 18. Mai 1912 in Olching) war ein deutscher Künstler.

## Leben
Philipp Helmer entstammte einer seit etwa 1770 in Trippstadt ansässigen, aus Tirol stammenden Handwerkerfamilie. 1864 ging Philipp Helmer nach München, um sich als Bildhauer ausbilden zu lassen. Er erregte die Aufmerksamkeit König Ludwigs I., der ihm ein Stipendium zum Besuch der Münchener Akademie gewährte. Dort war er Schüler der Maler Wilhelm Leibl und später Wilhelm von Lindenschmit. Seit 1906 lebte er in Olching als frei schaffender Künstler.
Die Pfalzgalerie in Kaiserslautern besitzt eine ganze Reihe von Gemälden Helmers. Sie hatte ihm 1926 eine Gedächtnis-Ausstellung gewidmet.